# Radiicephalus
Radiicephalus è un genere di pesci marini, unico appartenente alla famiglia Radiicephalidae dell'ordine Lampriformes.

## Distribuzione e habitat
La famiglia è conosciuta in località sparse nei vari oceani. R. elongatus è diffuso nell'Oceano Atlantico orientale tra il Marocco e il Sudafrica, con segnalazioni lungo le coste pacifiche della California mentre R. kessinger è noto solamente nei mari di Taiwan.
Si tratta di pesci mesopelagici che vivono in acque aperte a qualche centinaio di metri di profondità.

## Descrizione
Il corpo è compresso lateralmente e allungato, termina con un'estensione filiforme che porta la pinna caudale, che è biloba con lobi asimmetrici: brevissimo il superiore e moderatamente allungato ed espanso a ventaglio l'inferiore. La pinna dorsale è molto lunga mentre la pinna anale brevissima. Le pinne ventrali scompaiono nell'adulto. Le scaglie sono assenti, restano solo le scaglie sensoriali sulla linea laterale. La vescica natatoria è presente. Un sacco contenente un liquido nero con funzioni difensive è presente nell'addome e si apre nella cloaca.
R. elongatus può raggiungere i 76 cm.

## Biologia
Poco nota. Possono liberarsi del contenuto della ghiandola addominale per disorientare i predatori in maniera analoga ai cefalopodi.

### Alimentazione
R. elongatus pare nutrirsi prevalentemente di pesci della famiglia Myctophidae e di crostacei eufausiacei.

### Riproduzione
Sono ovipari, il primo stadio larvale è planctonico.

## Tassonomia
Al genere appartengono due specie:
- Radiicephalus elongatus
- Radiicephalus kessinger